# Џим Дугме и машиновођа Лука (роман)
Џим Дугме и машиновођа Лука дечји је роман чувеног немачког писца Михаела Ендеа. То је уједно и његов први роман. Први пут је објављен 1960. године. Оцењен је као један од најзабавнијих романа светске књижевности за децу. Роман је преведен на више светских језика, а на српском језику појавио се 2006. у издању издавачке куће Ружно паче.

## Настанак романа
Свој први роман Џим Дугме и машиновођа Лука Енде почиње да пише током 1958. године. Идеју је добио пишући, на молбу једног пријатеља илустратора, текст за његову сликовницу. Писање је започео са идејом да напише још једну сликовницу, али је прича врло брзо прерасла у нешто много веће. После скоро годину дана написао је око пет стотина страна. Касније је често причао о овом искуству:
| „ | Сео сам за свој сто и написао: Земља у којој је живео Лука машиновођа звала се Безбригија и била је веома мала. Кад сам написао ову реченицу нисам знао у ком правцу би следећа могла да оде. Нисам имао план – једноставно сам пустио да ме полет носи од реченице до реченице. Прича је расла, рађали су се нови ликови и на моје запрепашћење заплети су почели да се уклапају. Рукопис је постајао све дужи и већ је одавно превазишао сликовницу за децу. Десет месеци касније коначно сам написао последњу реченицу, а на мом столу се налазила гомила папира. | ” |

Појавио се, међутим, проблем јер ни један издавач није хтео да објави књигу за децу од пет стотина страна. Током наредних годину и по дана послао је рукопис на адресе десет издавача, али су га сви одбили тврдећи да је преобиман за децу. Чак је писао и Ериху Кестнеру, али није добио одговор. Када је почео да губи наду помогла му је супруга Ингеборг, нашавши малу породичну издавачку кућу из Штутгарта. Директорки компаније прича се допала и одлучила је да је објави, али под условом да га подели у две књиге.
Прва књига појавила се 1960. и била је одлично примљена од стране публике, а и критичари су му били наклоњени. На пишчево изненађење освојила је значајну награду за најбољу немачку омладинску књигу Дојче Југенбушпрез  . Вест је затекла Ендеа док је размишљао како да плати станарину. Он није знао ни да та награда постоји а прво питање му је било колико износи. Иако је била скромних пет стотина марака, за Ендеа је то било највише што је до тада у животу зарадио. 
Друга књига Џим Дугме и дивљих 13 објављена је 1962. године. Примерци су се продавали брзином коју је издавач једва могао да прати. Ускоро су почели и захтеви за преводе широм света. Тиражи су се распродали тако брзо да је издавач једва могао да прати корак.

## Радња романа
Роман Џим Дугме и машиновођа Лука говори о пријатељству малог црног дечака Џима, машиновође Луке и локомотиве Еме, који живе на једном малом острву. Једног дана крећу у велику авантуру. Трагајући за тајном Џимовог порекла, којег су загонетне околности довеле у заштићен свет Безбригије, храбра тројка пролази кроз чудесне пустоловине и стиче необичне пријатеље. Њихово путовање води их до царства цара Мандала, одакле одлазе у Змајоград да спасу цареву отету ћерку.
Ендеова изузетна имагинација, која је његово дело Бескрајна прича уврстила у сам врх књижевне фантастике, повезана је у овом роману с топлим хумором и ненаметљиво доприноси ширењу дечијих сазнања о природним појавама и људским наравима.

## Награде
Исте 1960. године када је објављена, књига је номинована за награду Ханс Кристијан Андерсен и освојила је Награду Берлина за најбољу књигу за младе.

## Адаптације
Обе књиге адаптиране су у радио и ТВ серије, а на основу њих су касније снимљени и филмови. Филм Џим Дугме и машиновођа Лука снимљен је 2018. године, а Џим Дугме и дивљих 13 2020.